# Motorola 68030
Il Motorola 68030 (nome in codice MC68030) è un microprocessore CISC a 32 bit prodotto da Motorola. Fu il successore del Motorola 68020 e venne seguito dal Motorola 68040. Oltre al nome ufficiale, spesso viene indicato solo con le sigle 68030 o "030".

## Caratteristiche
Il processore è composto da 273.000 transistor, il 44% in più del predecessore 68020. La principale innovazione fu l'introduzione di due cache separate: una per i dati e una per le istruzioni. Ogni cache è di 256 Byte. Le due cache separate permettono al processore di ottenere un flusso più ordinato dei dati e, conseguentemente, un minor accesso alla lenta memoria RAM. Nel processore venne integrata l'unità MMU che nel modello precedente era presente come componente esterno. Il chip supporta anche un coprocessore matematico che poteva essere il chip 68881 o il più veloce 68882. Fu prodotta anche una versione a basso costo chiamata Motorola 68EC030, che si differenziava esclusivamente per la mancanza dell'unità MMU.
L'architettura interna delle unità di elaborazione del processore 68030 è molto simile dell'architettura del predecessore Motorola 68020. Il 68030 è dotato di un accesso alla memoria più veloce ed una unità di calcolo leggermente più complessa per via delle due cache separate. A parità di frequenza se non si sfruttano i nuovi metodi di accesso alla memoria le prestazioni del 68030 non risultano molto più elevate di quelle del 68020. Con l'accesso rapido alla memoria attivato il processore risulta nettamente più rapido del predecessore e inoltre lo sviluppo tecnologico consentì a Motorola di produrre processori a frequenze molto più elevate di quelle raggiunte dal 68020: il 68030 fu prodotto con frequenze fino a 50 MHz, mentre il 68EC030 arrivò a 40 MHz.
Il 68030 venne utilizzato su molti modelli di computer, in particolare su Apple Macintosh, Amiga e Atari Falcon.